# McClusky (Dakota Północna)
McClusky – miasto w Stanach Zjednoczonych, w stanie Dakota Północna, siedziba administracyjna hrabstwa Sheridan.